# Štěchovice u Prahy
Štěchovice (deutsch Stiechowitz) ist eine Minderstadt in Tschechien. Sie liegt 26 Kilometer südlich des Stadtzentrums von Prag und gehört zum Okres Praha-západ.

## Geographie

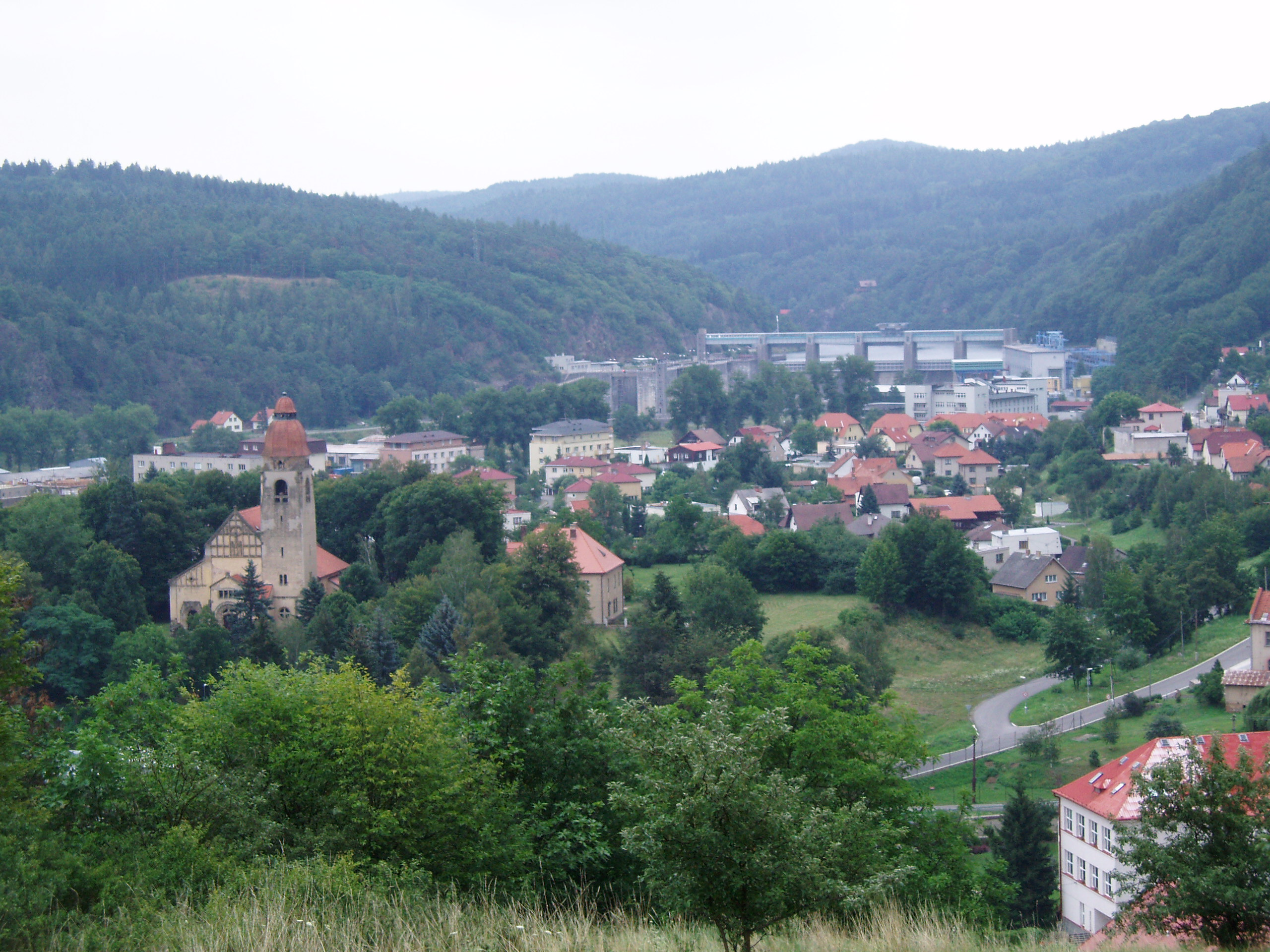
Ortsansicht

Štěchovice befindet sich im Norden der Středočeská pahorkatina am Rande des Naturparks Střed Čech im Moldautal. Der Ort liegt am linken Ufer des Flusses an der Einmündung des Baches Kocába (Kotzaba). Nordöstlich erheben sich der Medník (416 m) und der Chlum (447 m), im Südosten der Michnův vrch (429 m) und der Chlum (448 m), südlich die V Leštině (400 m) und Červená hora (486 m), im Südwesten die Homole (394 m), der Ploch (382 m) und der Havran (385 m) sowie nordwestlich die Chlumka (406 m) und der Žižkův vrch (382 m). Östlich des Städtchens liegt die Talsperre Štěchovice, gegen Südosten auf dem Chlum der Stausee Homole des Pumpspeicherkraftwerks. Durch Štěchovice führt die Staatsstraße II/102 zwischen Zbraslav und Kamýk nad Vltavou, von der im Ort die Straße II/ 106 nach Týnec nad Sázavou abzweigt.
Nachbarorte sind Šlemín, Brunšov, Rajchardov und Hradištko im Norden, Pikovice, Luka pod Medníkem, Závist und Norbertinka un Nordosten, Peškov, Sídliště, Ztracení und Krňany im Osten, Teletín und Třebenice im Südosten, Homole, Rabyně, Lahoz, Záhoří, Slapy und Buš im Süden, Porostliny, Nové Dvory, Krámy, Královky, Malá Lečice und Na Papoušku im Südwesten, Bratřínov, Masečín und Bojanovice im Westen sowie Bojov, Hvozdy und Hvozdnice im Nordwesten.

## Geschichte
Die erste schriftliche Erwähnung von Szechowicze erfolgte 1205 in einer Bestätigungsurkunde des Königs Ottokar I. Přemysl über die Rechte und Privilegien des Benediktinerklosters Insula als eines der 24 Klosterdörfer. Das Kloster Insula war jedoch nicht Besitzer des gesamten Dorfes, im Jahre 1206 schenkte Bischof Daniel Milík dem Zisterzienserkloster Plasy einen Anteil von Szechowicze. Letzterer Anteil wurde später nie wieder erwähnt, wahrscheinlich ging er an das Prämonstratenserklosters Strahov über. In der zweiten Hälfte des 13. Jahrhunderts setzte in der Gegend zwischen Davle und Slapy der Goldbergbau ein. 1304 wurde dem Zisterzienserkloster Königsaal in dessen Gründungsurkunde der Hof Slapy mit einem zugehörigen Anteil von Štěchovice überschrieben. In einer Urkunde aus dem Jahre 1323 wurde der Insuler Anteil als Czechowicz Maiori und der Königsaaler als Czechowicz Minori bezeichnet. König Johann von Luxemburg überließ dem Kloster Königsaal 1339 die Erträge sämtlicher Goldgruben auf dem Gebiet des Hofes Slapy. Auf den Insuler Besitzungen bestand gegenüber von Štěchovice die Goldseifnersiedlung Brunnseifen. Im Jahre 1388 gehörten zum Insuler Anteil elf Gehöfte. 1410 wurde im Urbar des Prämonstratenserklosters Strahov ein aus einem Vorwerkshof mit Wäldern und Wiesen bestehender Anteil von Štěchovice mit 18 Untertanen aufgeführt. Zu Beginn der Hussitenkriege wurden die Klöster Königsaal und Insula 1420 geplündert und niedergebrannt, ihre Güter gelangten z. T. an weltliche Besitzer. Im Jahre 1421 wurde der Königsaaler Anteil mit Ausnahme von zwei Anwesen dem Gut Hradischko zugeschlagen; und der Strahover Anteil vergrößert. 1436 wurde Hradischko mit dem Anteil von Štěchovice an die Herrschaft Lešany angeschlossen.
Da das zerstörte Kloster Insula nach dem Ende der Hussitenkriege weitgehend verlassen blieb, befreite König Sigismund in einem Majestätsbrief von 1436 den Insuler Anteil aus der Untertänigkeit und erhob ihn zu einem freien Städtchen. Die Benediktinerpropstei St. Johann unter dem Felsen, die die Güter ihres wüsten Mutterklosters Insula verwaltete, klagte gegen den Protest der Štěchovicer Bewohner den früheren Besitz wieder ein. Den Strahover Anteil des Städtchens verpfändete König Sigismund 1437 für 430 Schock Groschen an Hans und Heinrich von Kolowrat. Hieronymus von Čečelice verkaufte das Gut Hradischko mit dem Anteil von Štěchovice 1446 dem Insuler Abt Johann.
Im Jahre 1499 verpfändeten die Benediktiner ihren Anteil von Štěchovice an Hieronymus von Skuhrov. Später wurde dieser Teil an die Herrschaft Konopiště angeschlossen. Nach weiteren Besitzerwechseln und Zukäufen zum ehemals Strahover Anteil besaß Adam von Sternberg im Jahre 1547 eine Hälfte des Städtchens. Er übereignete diese 1590 den Brüdern Adam und Sebastian von Šanovec, danach erbte Katharina Wratislaw von Mitrowitz, geborene Šanovcová, den Besitz; sie verkaufte ihn später an Adam d. Ä. Hozlauer von Hozlau auf Hradischko. Johann von Sternberg auf Konopiště veräußerte den anderen Anteil von Štěchovice 1571 an Jiří Slepotický von Sulice; nachfolgende Besitzer waren ab 1593 Heřman Diviš und danach Zuzana Šanovcová, die Štěchovice ihrer Tochter Katharina Hozlauer von Hozlau vererbte. Im Jahre 1612 besaß Adam Hozlauer von Hozlau auf Hradischko das gesamte Städtchen Štěchovice einschließlich des Vorwerkshofes.
Nach der Schlacht am Weißen Berg wurden die Güter des Protestanten Adam Hozlauer konfisziert und aufgeteilt. In der berní rula von 1653 ist Štěchovice anteilig als Besitz des Klosters Strahov (Gut Hradischko), der Abtei St. Johann unter dem Felsen (Gut Davle) und dem Kloster Königsaal (Gut Königsaal und Slapy) aufgeführt. Der Štěchovicer Goldbergbau kam durch den Dreißigjährigen Krieg fast gänzlich zum Erliegen. Im Jahre 1775 entstanden im Kotzabatal zwei Pulverfabriken.
Im Jahre 1845 bestand der untertänige Markt Stiechowitz / Stěchowice bzw. Zdechowice im Berauner Kreis aus 90 Häusern mit 683 Einwohnern, von denen 51 Häuser zum Gut Hradischko, 38 Häuser zur Herrschaft Slap und ein Haus zur Herrschaft Leschan gehörten. Auf dem Hradischkoer Anteil lebte eine jüdische Familie. In Stiechowitz gab es eine Schule unter dem Patronat der Gutsherrschaft Hradischko, zwei Wirtshäuser und eine Mühle. Abseits lagen ein Hegerhaus und der Meierhof Mayerka (Majorka), die beide dem Gut Hradischko gehörten, sowie im Tal der Kotzaba zwei Pulverfabriken mit zwölf Mühlen, deren Besitzer Aloys Ritter von Rosenstein und Joseph von Zummer waren. Beide Fabriken produzierten jährlich 2000 Zentner Pulver, das an das k.k. Zeughaus in Prag geliefert wurde. Die Bewohner lebten von der Töpferei, dem Holzhandel und der Schifffahrt. Zum Slaper Anteil gehörten zwei Wirtshäuser, zwei Mühlen, eine Brettmühle und die abseitige Chaluppe Babuschek. Pfarrort war St. Kilian (Kilián). Bis zur Mitte des 19. Jahrhunderts blieb Stiechowitz anteilig nach Hradischko, Slap bzw. Leschan untertänig.

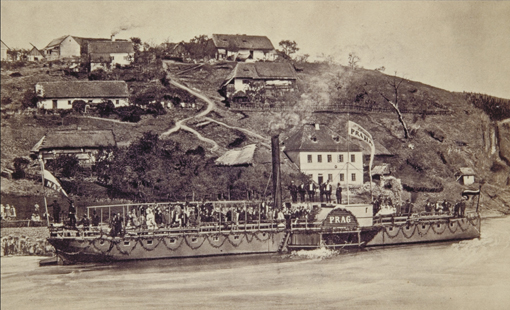
Dampfer auf der Moldau bei Štěchovice, Foto von Jindřich Eckert (1865)

Nach der Aufhebung der Patrimonialherrschaften bildete Stěchovice / Stěchowitz mit den Ortsteilen Masečín und Třebenice eine Marktgemeinde im Gerichtsbezirk Zbraslav. Ab 1868 gehörte der Markt zum Bezirk Smichow. Masečín löste sich 1897 los und bildete eine eigene Gemeinde. Die heutige Namensform Štěchovice wurde 1924 eingeführt. 1927 wurde der Městys Štěchovice dem Okres Praha-venkov zugeordnet. Im Jahre 1932 lebten in Štěchovice mit Třebenice 810 Personen. Zwischen 1937 und 1939 entstand anstelle der Moldaufähre eine Eisenbetonbrücke. Oberhalb von Štěchovice wurde in den Jahren 1937 bis 1945 das Wasserkraftwerk Štěchovice errichtet, im Stausee versanken die St.-Johannis-Stromschnellen der Moldau. 1942 wurde Štěchovice Teil des Okres Praha-venkov-jih.
Zum Ende des Zweiten Weltkrieges wurden alte Stollen in der Schlucht Dušno über der Talsperre im Sperrgebiet der zum SS-Truppenübungsplatz Böhmen gehörigen SS-Pionierschule Brunschau zur Einlagerung von Kisten genutzt. Angeblich soll auf dem Gelände auch ein Schatz (u. a. das Bernsteinzimmer) versteckt worden sein. Nachdem der SS-Scharführer Günther Achenbach in französischer Gefangenschaft im Oktober 1945 über die Einlagerung von 30 Kisten mit Geheimdokumenten aus Berlin berichtet hatte, fuhr am 10. Februar 1946 ein aus vier Lastkraftwagen mit Technik bestehender US-Militärkonvoi nach Štěchovice und öffnete in einer Geheimaktion das gesicherte und verminte Versteck. Die geborgenen Kisten wurden von der US-Armee über die deutsche Grenze gebracht. Nach einem Protest der Tschechoslowakischen Regierung entschuldigte sich der Botschafter der USA für den bedauerlichen Vorfall und gab die Kisten mit Schriftgut des Staatssekretärs Karl Hermann Frank an die Tschechoslowakei zurück.
Die Moldaubrücke erhielt 1946 den Namen most Dr. Edvarda Beneše. Im Jahre 1948 sank Štěchovice zum Dorf herab. 1949 wurde die Gemeinde dem Okres Praha-jih zugeordnet, seit 1960 gehört sie zum Okres Praha-západ. Masečín wurde am 1. Jänner 1980 eingemeindet. Das Moldauhochwasser vom August 2002 verursachte in Štěchovice hohe Schäden, die Dr.-Edvard-Beneš-Brücke blieb unbeschädigt. Am 10. Oktober 2006 wurde der Status von Štěchovice als Městys erneuert. Štěchovice ist heute ein Erholungsort. Im Grund Dušno sind in der Neuzeit verstärkt Schatzsucher aktiv.

## Ortsgliederung
Die Minderstadt Štěchovice besteht aus den Ortsteilen Masečín (Masetschin), Štěchovice (Stiechowitz) und Třebenice (Trebnitz). Sie gliedert sich in die Kataster Masečín und Štěchovice u Prahy sowie in die Siedlungseinheiten Hvozdy, Masečín, Štěchovice und Třebenice. Zu Štěchovice gehören weiterhin die Ortslagen Homole, Na Papoušku, Peškov, Sídliště und Ztracení.

## Sehenswürdigkeiten
- Kirche des hl. Johannes von Nepomuk in der Ortslage Peškov, erbaut 1911–1915 nach Plänen von Kamil Hilbert im Sezessionsstil
- Tal der Kocába mit Trampsiedlungen
- Wasserkraftwerk Štěchovice mit Moldautalsperre und Pumpspeicherwerk
- Dr.-Edvard-Beneš-Brücke, auch Štěchovický most, die 114 m lange Moldaubrücke zwischen Štěchovice und Brunšov wurde zwischen 1937 und 1939 nach Plänen von Miloslav Klement errichtet. Sie war die erste Eisenbetonbrücke des Landes mit einer Spannweite von über 100 Metern und zugleich auch die erste mit zwei hohlen Betonbögen errichtete Brücke in der Tschechoslowakei. 1965 wurde sie zum Kulturdenkmal erklärt.
- Naturreservat Kobylí draha, östlich von Štěchovice über dem Moldaustaussee
- Steinerner Baum im Wald zwischen Štěchovice und Slapy; das Denkmal aus Granit erinnert an den 1892 ermordeten Heger Bedřich Vejmelka
- Relikte des Goldbergbaus an der Červená hora, im Grund Dušno und am Šedivý vrch

Sehenswürdigkeiten
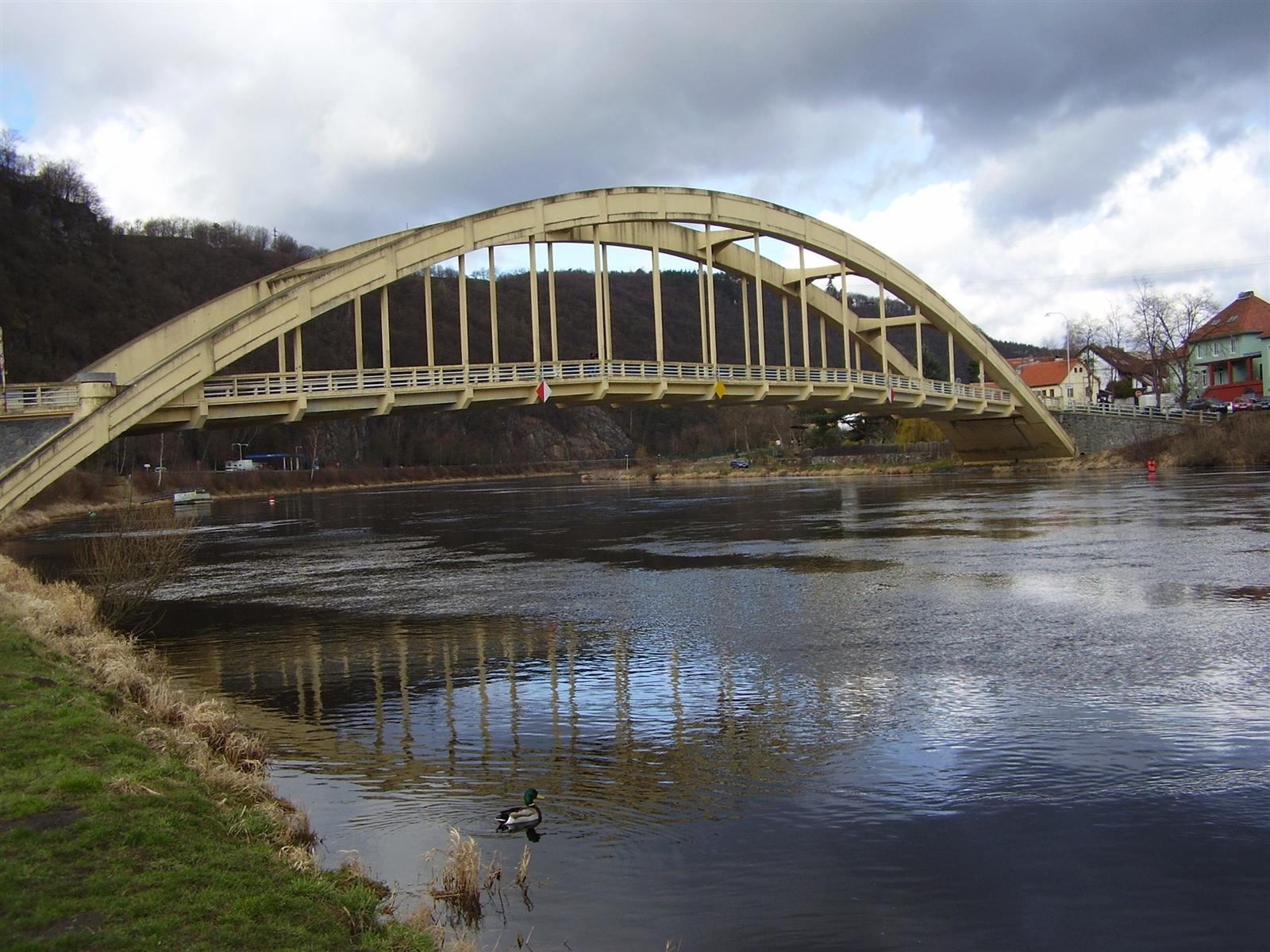
Dr.-Edvard-Beneš-Brücke
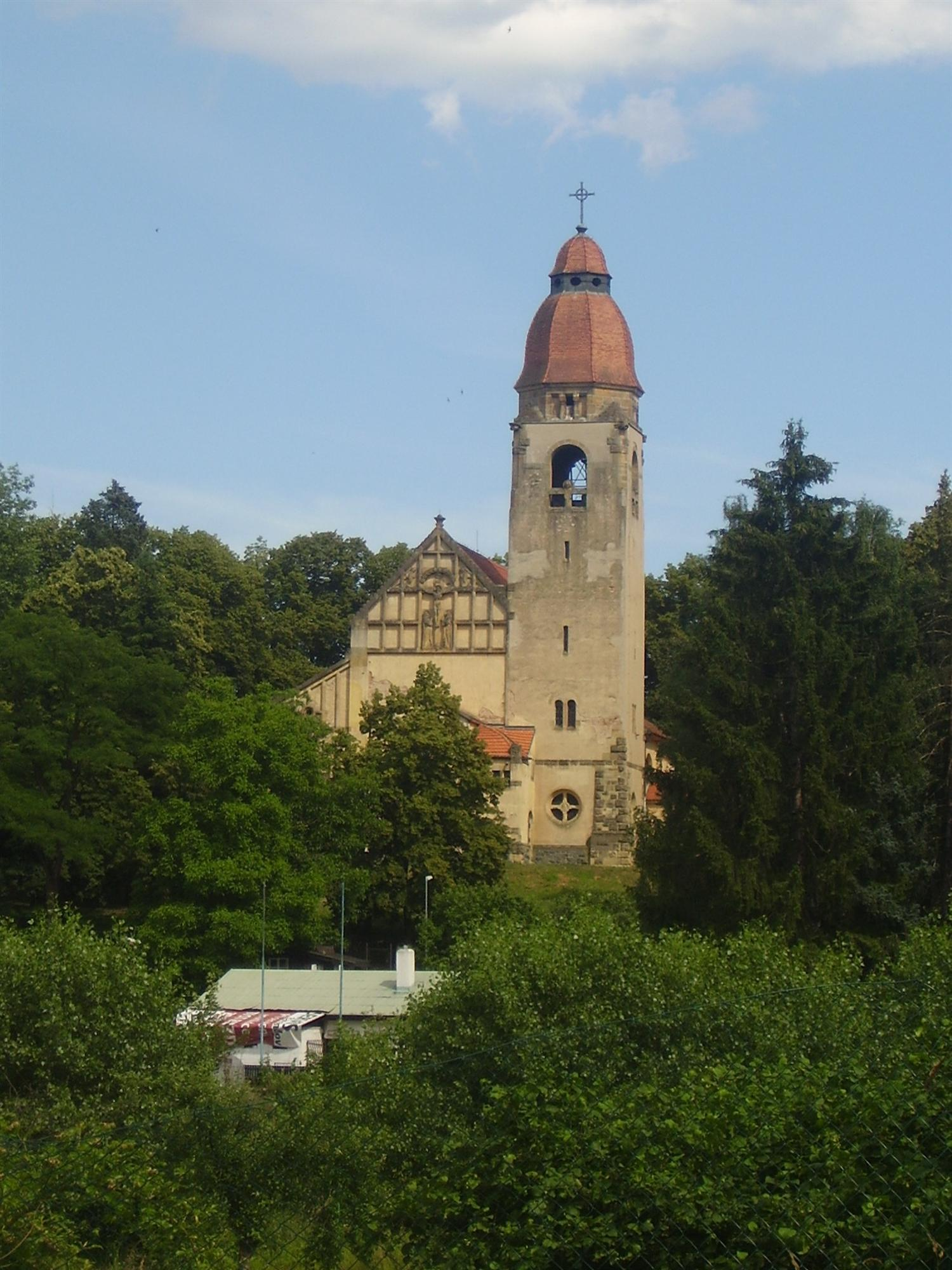
Kirche des hl. Johannes von Nepomuk
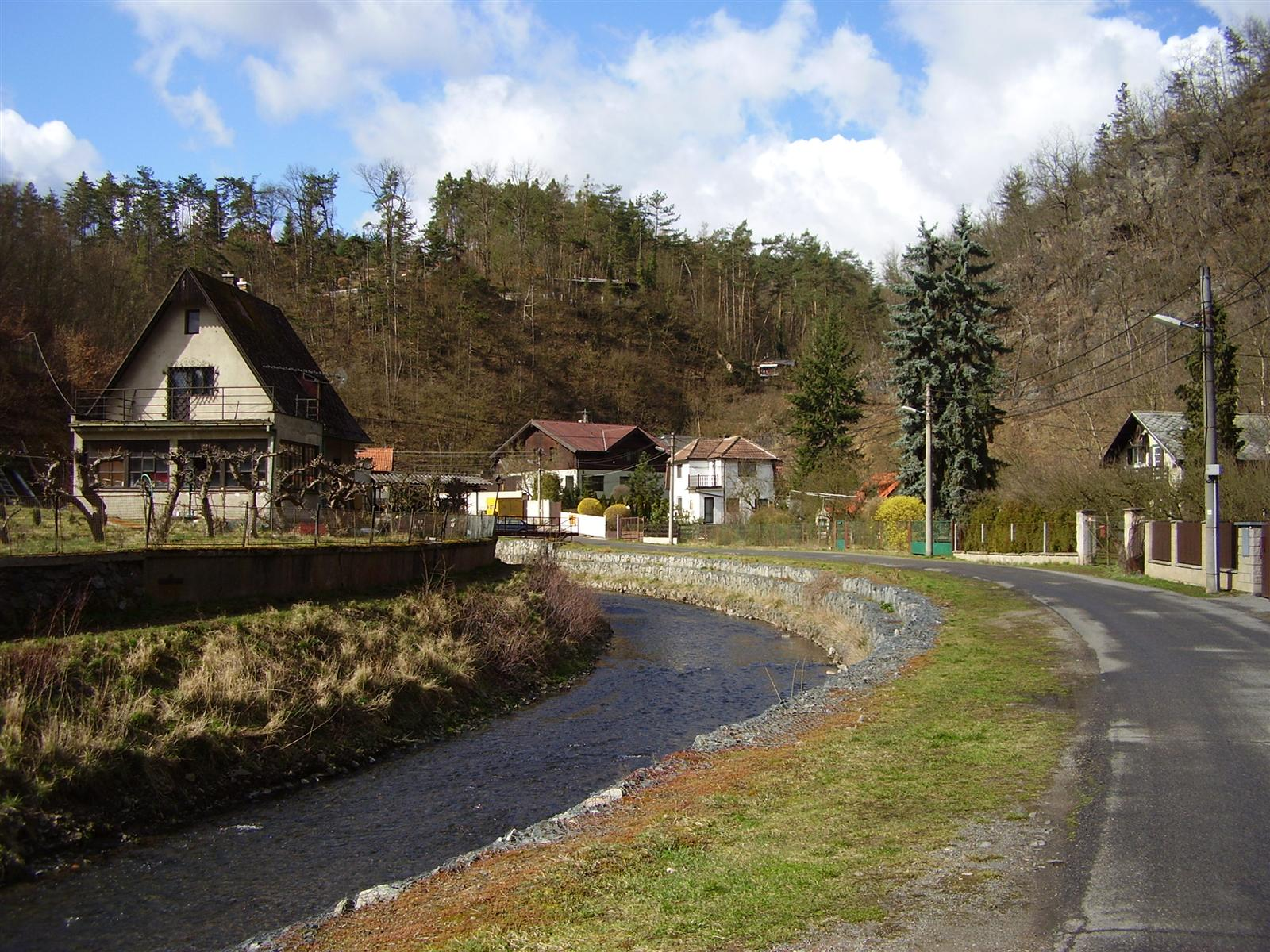
Hüttensiedlung an der Kocába
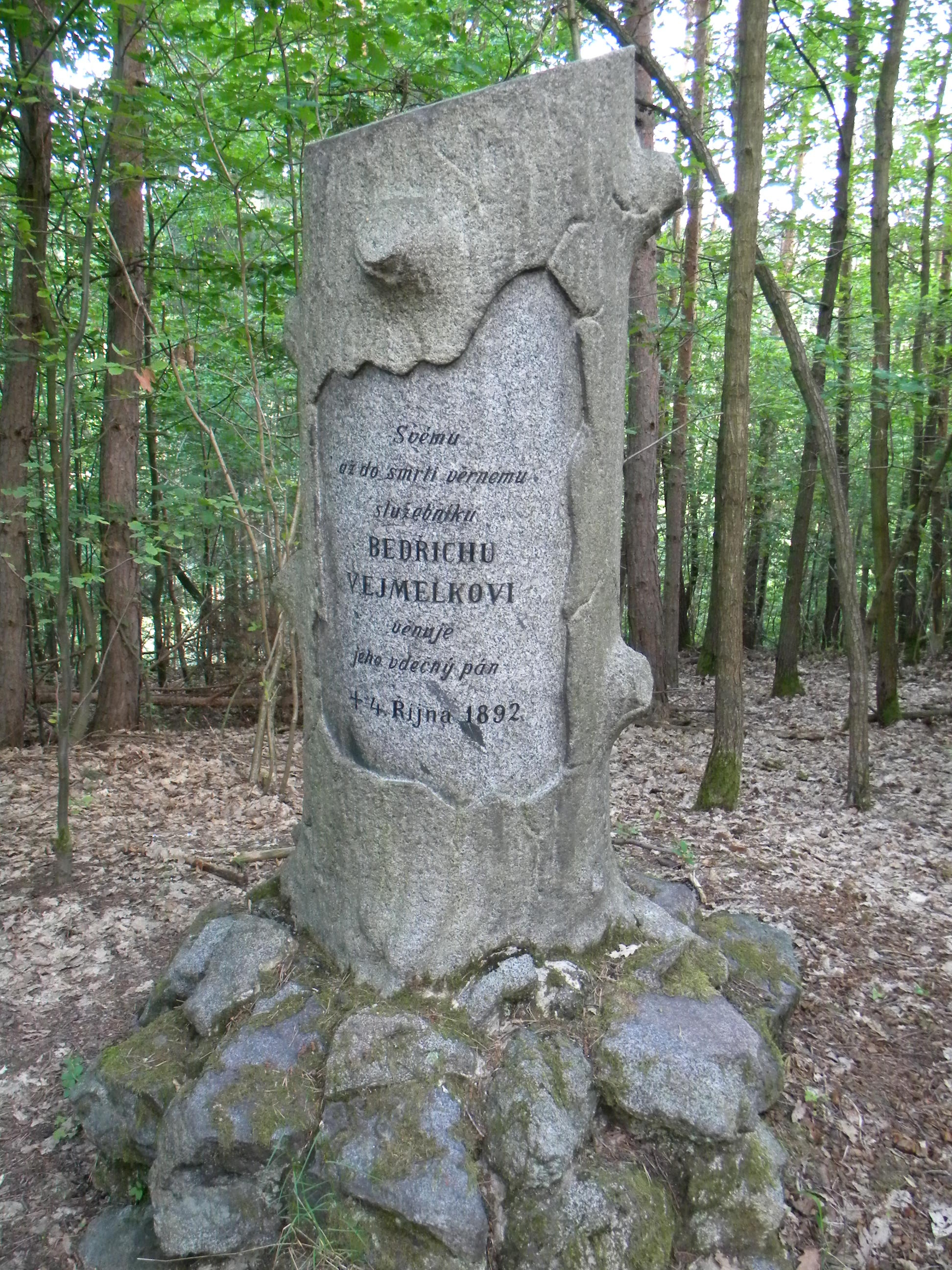
Steinerner Baum bei Štěchovice

## Persönlichkeiten
- Zorka Janů (1921–1946), Schauspielerin